# Ingeborg Drewitz
Ingeborg Drewitz född 10 januari 1923 i Berlin, död 26 november 1986, var en tysk författare.
Drewitz studerade filosofi, litteratur och historia och undervisade i flera år vid Freie Universität i Berlin. 
De teman hon skrev om var det nazistiska förflutna och dess efterverkningar på nutiden samt kvinnans möjligheter att förverkliga sig själv.